# Justice Majabvi
Justice Majabvi (ur. 26 marca 1984 w Kwekwe) – zimbabwejski piłkarz grający na pozycji pomocnika, reprezentant kraju.